# GS1 Croatia
GS1 Croatia (Hrvatsko udruženje za automatsku identifikaciju, elektroničku razmjenu podataka i upravljanje poslovnim procesima) je neprofitna, pravno samostalna, poslovno neutralna organizacija koja razvija i održava globalne standarde za poslovnu komunikaciju.  
Dio je međunarodnog sustava sa 112 nacionalnih organizacija za automatsku identifikaciju i elektroničku razmjenu podataka, ima cjelovitu strukturu i sva ovlaštenja nacionalne organizacije međunarodnog GS1 sustava te je s više od 3000 članica isključivi nositelj licencije GS1 u Republici Hrvatskoj. GS1 Croatia je 2017. proslavila 25 godina poslovanja u Hrvatskoj.
Djelovanje međunarodne GS1 organizacije usmjereno je na unapređenje učinkovitosti i omogućivanje preglednosti cijelog opskrbnog lanca. Globalno GS1 ima 1,5 milijuna tvrtki korisnika te je prisutna u 25 sektora u više od 155 zemalja.
Najpoznatiji GS1 standard je bar-kod, simbol otisnut na proizvodima, koji se može elektronički skenirati. GS1 bar-kodovi se skeniraju više od šest milijardi puta svaki dan.

## Općenito
Udruženje GS1 Croatia nastavlja djelovanje Hrvatskog udruženja za kodiranje EAN CROATIA i jedino je ovlašteno tijelo za obavljanje GS1 djelatnosti na temelju Ugovora o licenciji i Pravila ponašanja, potpisanog s međunarodnom GS1 organizacijom, čime je ovlašten za implementaciju primjene i podrške GS1 sustava u Hrvatskoj.
Rad Udruženja usmjeravaju i vode korisnici GS1 sustava standarda i poslovnih rješenja, a GS1 Croatia sustavno razvija i unapređuje suradnju sa srodnim međunarodnim tijelima (GCI, ECR, UN, NATO, ISSN, ISBN, ISO), komorama i državnim institucijama (Fond za zaštitu okoliša i energetsku učinkovitost, Državni zavod za statistiku, Ministarstvo obrane, FINA, Hrvatski zavod za javno zdravstvo).
Zadatak GS1 je osluškivati potrebe korisnika GS1 sustava standarda i služiti podjednako malim i srednjim tvrtkama i obrtima u Republici Hrvatskoj, kao i multinacionalnim kompanijama te omogućiti neutralnu platformu za otvorenu suradnju između svih poslovnih partnera i gospodarskih institucija.
Cilj GS1 Croatia je unapređivanje gospodarskih djelatnosti svojih članica te što uspješnije povezivanje poslovnih subjekata u RH, kao i jačanje i usklađivanje poslovne suradnje hrvatskoga gospodarstva s inozemnim tvrtkama i međunarodnim organizacijama na području primjene standarda, promicanja sustava automatske identifikacije i elektroničke razmjene podataka te unapređivanja poslovnih procesa.
Primjenom GS1 sustava standarda i poslovnih modela te tehnoloških rješenja poslovanje je brže i učinkovitije, povećana je preglednost cijelog opskrbnog lanca, omogućena transparentnost postupaka i rada svake faze poslovanja i razmjene, minimizirane su pogreške, omogućene trenutačne fazne kontrole, a istovremeno smanjeni troškovi svih sudionika u globalnom opskrbnom lancu.

## Djelovanje
Djelovanje GS1 Croatia ponajprije je usmjereno na:
- primjenu standarda za automatsku identifikaciju proizvoda, usluga i lokacija, standarda za reprezentaciju podataka, standarda za elektroničku razmjenu podataka te upravljanje poslovnim procesima primjenom GS1 sustava standarda;
- pružanje pomoći industrijskim, poljoprivrednim, trgovačkim, prijevozničkim i drugim pravnim i fizičkim osobama, organizacijama i institucijama u primjeni GS1 sustava standarda u Republici Hrvatskoj;
- poticanje široke upotrebe standarda za automatsku identifikaciju, standarda za elektroničko poslovanje, primjenu globalne sinkronizacije podataka, globalnih standarda utemeljenih na radiofrekvencijskoj identifikaciji te upotrebe poslovnih modela i rješenja primjenom GS1 sustava standarda u gospodarskim subjektima i institucijama u Republici Hrvatskoj;
- određivanje načina primjene GS1 sustava standarda u Republici Hrvatskoj i poticanje svih gospodarskih sektora (industrije, trgovine, poduzetništva itd.) i javnih službi na njegovu primjenu;
- primjenu pravila GS1 sustava standarda i sudjelovanje u radu i razvoju međunarodne GS1 organizacije;
- pribavljanje novca za obavljanje zadataka GS1 Croatia, kao i podmirivanje obveza prema međunarodnoj GS1 organizaciji te drugim međunarodnim organizacijama s kojima GS1 Croatia ima ugovorne odnose.

## Bar-kod
Bar-kod je najpoznatiji GS1 standard, jedinstven simbol koji kodira identifikacijski broj proizvoda koji se može elektronski skenirati. To omogućuje praćenje, obradu i pohranu proizvoda diljem svijeta.
Bar-kodovi pružaju veću sigurnost, pouzdanost, brzinu i efikasnost opskrbnih lanaca. Oni imaju ključnu ulogu u sektoru maloprodaje, omogućujući ne samo bržu obradu na blagajnama, nego i poboljšano upravljanje zalihama i isporukama te priliku za online prodaju na globalnoj razini. Uvođenje bar-kodova u sektor maloprodaje samo u Ujedinjenom Kraljevstvu rezultiralo je uštedama 10,5 milijardi funti godišnje.
Neki od najpoznatijih bar-kodova kojima upravlja GS1 su: EAN/UPC (koristi se većinom za robu široke potrošnje), GS1 DataMatrix (koristi se većinom na medicinskim proizvodima), GS1-128 (za transport i logistiku), GS1 DataBar (za svježu hranu) i GS1 QR Code (za marketinške informacije).

### Globalni lokacijski broj (GLN)
GLN (Globalni lokacijski broj, engl. Global Location Number) je numerički kod koji jedinstveno identificira bilo koju pravnu, funkcionalnu ili fizičku lokaciju u sklopu neke poslovne ili organizacijske strukture,
GLN se sastoji od brojeva koji nemaju posebno značenje te služe kao ključ za dohvat informacija iz baza podataka prilikom elektroničke razmjene podataka (engl. Electronic Data Interchange – EDI).
Prilikom učlanjenja, novim članicama GS1 Croatia se obavezno dodjeljuje tzv. primarni GLN broj koji se veže uz adresu sjedišta te OIB tvrtke.

#### GS1 u suradnji sa UN-om podržava održivu poljoprivredu diljem svijeta[6]
Inicijativa pod nazivom “The Blue Number Initiative, A Global Registry for Sustainable Farmers“ oslanja se na GS1 registar lokacija i GS1 standarde označavanja (GLN), što poljoprivrednicima, državnim institucijama i drugima omogućuje jedinstvenu identifikaciju lokacija te međusobnu komunikaciju kroz cijeli opskrbni lanac, uz upotrebu zajedničkog poslovnog jezika.
Koristeći GLN, GS1 registar svakom poljoprivrednom gospodarstvu, neovisno o veličini i proizvodnji, dodjeljuje jedinstveni identifikator te evidentira certifikat svakog pojedinog gospodarstva, vezan uz održivi razvoj. Sve to dodatno otvara vrata globalnog tržišta hrane manjim poljoprivrednim gospodarstvima, osobito iz država u razvoju.

## GS1 standardi
Najvažniji GS1 standard je GTIN. On jedinstveno identificira proizvod diljem svijeta i formira bazu GS1 sustava.
Osnovni GS1 standardi su:
- CPID (Component/Part Identifier)
- EAN/UPC
- EPC/RFID tagovi
- EPCIS (EPC Information Services)
- GCN (Global Coupon Number)
- GDSN (Global Data Synchronisation Network)
- GDTI (Global Document Type Identifier)
- GEPIR
- GIAI (Global Individual Asset Identifier)
- GINC (Global Identification Number for Consignment)
- GLN (Global Location Number)
- GPC (Global Product Classification)
- GRAI (Global Returnable Asset Identifier)
- GS1 DataBar
- GS1 DataMatrix
- GS1 EANCOM
- GS1 EDI
- GS1 SmartSearch
- GS1 XML
- GSIN (Global Shipment Identification Number)
- GSRN (Global Service Relation Number)
- GTIN (Global Trade Item Number)
- SSCC (Serial Shipping Container Code)
- Sljedivost

Mnogi GS1 standardi su također i ISO standardi, na primjer GTIN, GLN, SSCC. 